# Metastelma mexicanum
Metastelma mexicanum är en oleanderväxtart som först beskrevs av Townshend Stith Brandegee, och fick sitt nu gällande namn av M. Fishbein och R. Levin. Metastelma mexicanum ingår i släktet Metastelma och familjen oleanderväxter. Inga underarter finns listade i Catalogue of Life.